# Aéroport d'Ensenada
L'aéroport d’Ensenada (code IATA : ESE • code OACI : MMES) est la base aérienne militaire El Ciprés numéro 3, exploitée par l’armée de l’air mexicaine. Il est situé 3 km au sud de Ensenada, Basse-Californie, Mexique. Outre les opérations aériennes militaires, elle gère les services de l'aviation générale pour la ville d'Ensenada. C'est un aéroport d'entrée officiel au Mexique. Actuellement, il ne gère que deux compagnies aériennes commerciales régionales, avec des vols dans la région. 

## Information
Dans le cadre du plan d'infrastructure national présenté par Felipe Calderón, un aéroport international sera construit à Ensenada. La construction devait débuter au premier trimestre de 2008 et l'investissement initial était estimé à environ 230 millions de dollars. La piste pouvait accueillir de gros avions, notamment l’Airbus A380 et le Boeing 747. Des vols internationaux à destination de Hong Kong, Singapour, Shanghai, Tokyo, Francfort-sur-le-Main et Bogota étaient prévus.  
En juin 2016, le Congrès d'État de Baja California a adopté un projet de loi visant à décréter la construction de l'aéroport d'Ensenada, qui sera situé dans la municipalité d'Ojos Negros, à l'est de la ville.  

## Unités de l'armée de l'air
- 5e groupe aérien
  - 106e Escadron aérien - Cessna 182

## Compagnies aériennes et destinations

### Services de taxi aérien

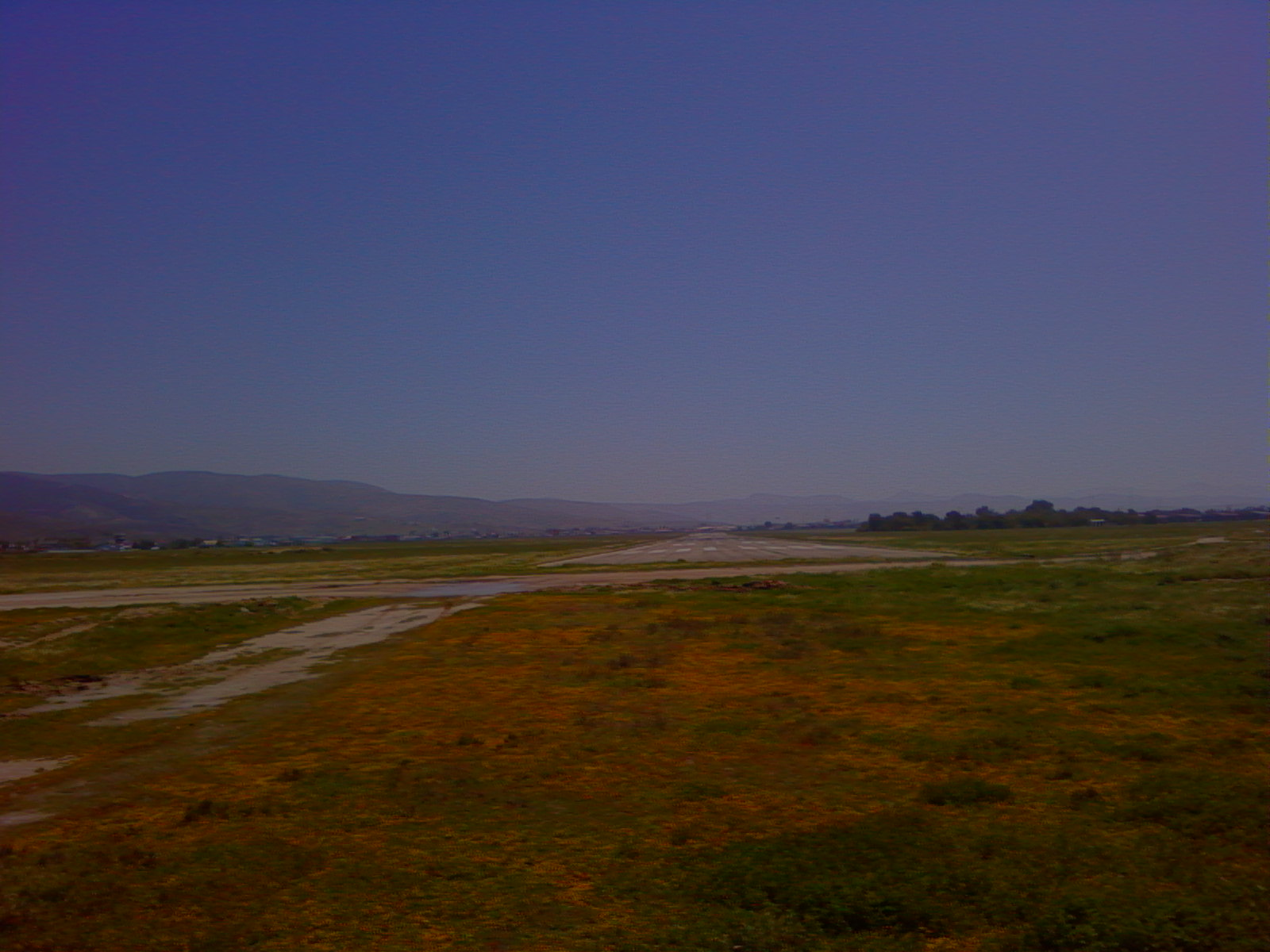
Vue de la piste 11 du côté de la plage.

Installations militaires monumentales à l'ESE.

| Compagnies                        | Destinations                   |
| --------------------------------- | ------------------------------ |
| Aéreo Servicio Guerrero           | Guerrero Negro, Isla de Cedros |
| Aeroservicios California Pacífico | Bahía Tortugas, Isla de Cedros |